# 桑折車站
桑折車站（日语：／ Kōri eki */?）是由東日本旅客鐵道（JR東日本）所經營的鐵路車站，位於日本福島縣伊達郡桑折町。本站是東北本線沿線的車站，也是由JR東日本委託子公司東北綜合服務（東北総合サービス）經營的業務委託車站。本站的實際站務管理單位為福島車站，並由仙台分社負責管轄。

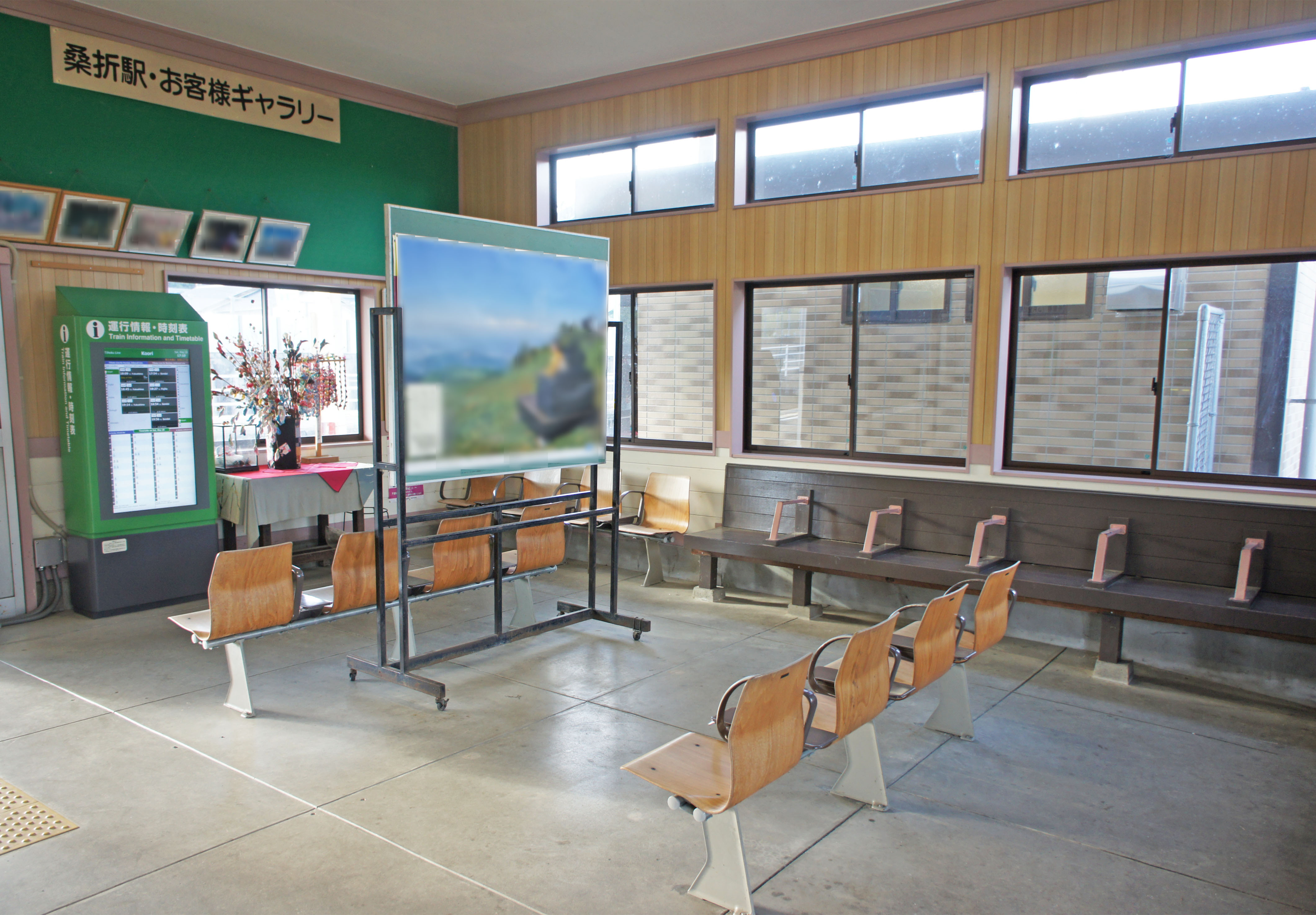
候車室（2022年5月）

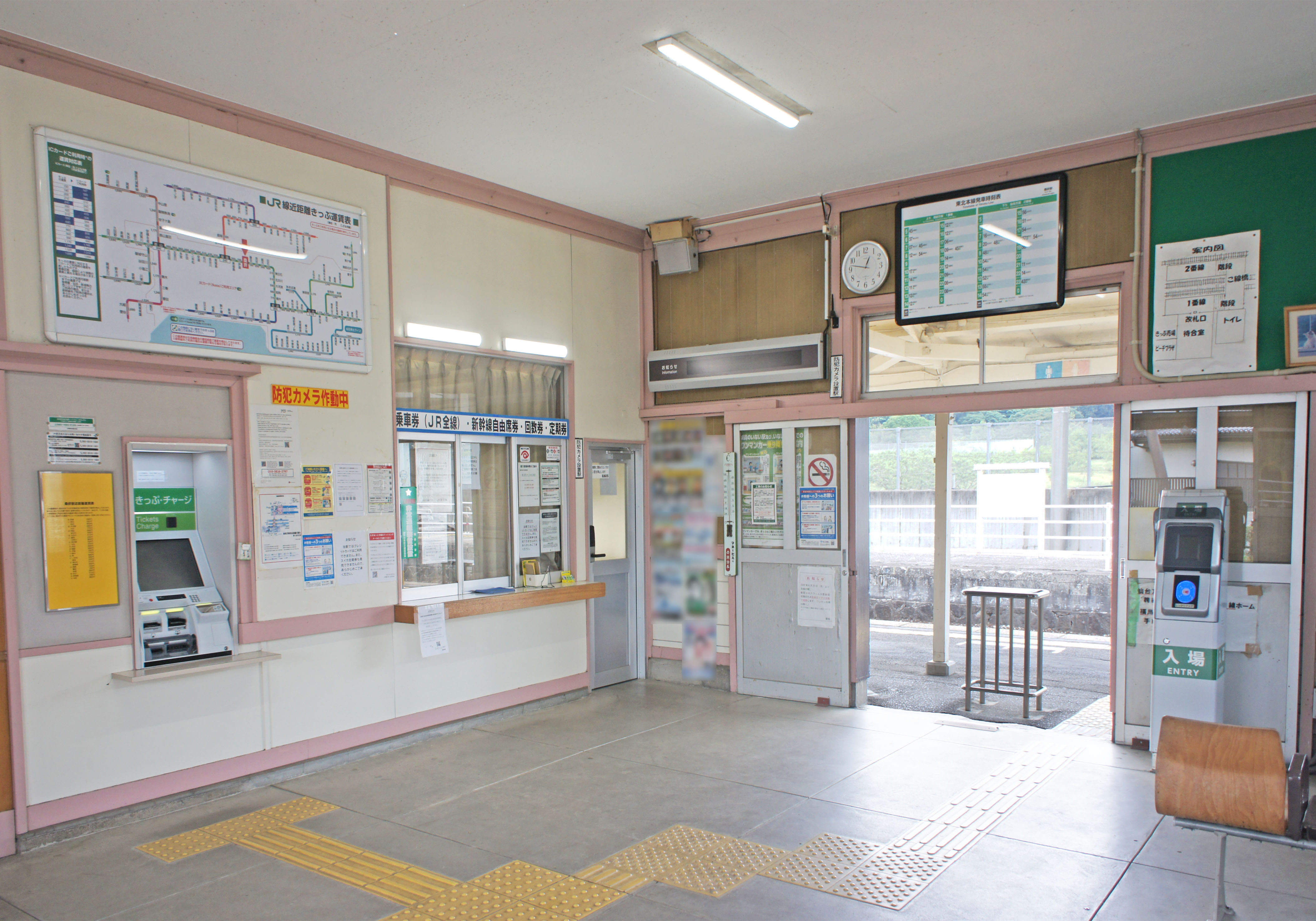
驗票口（2022年5月）

## 車站結構

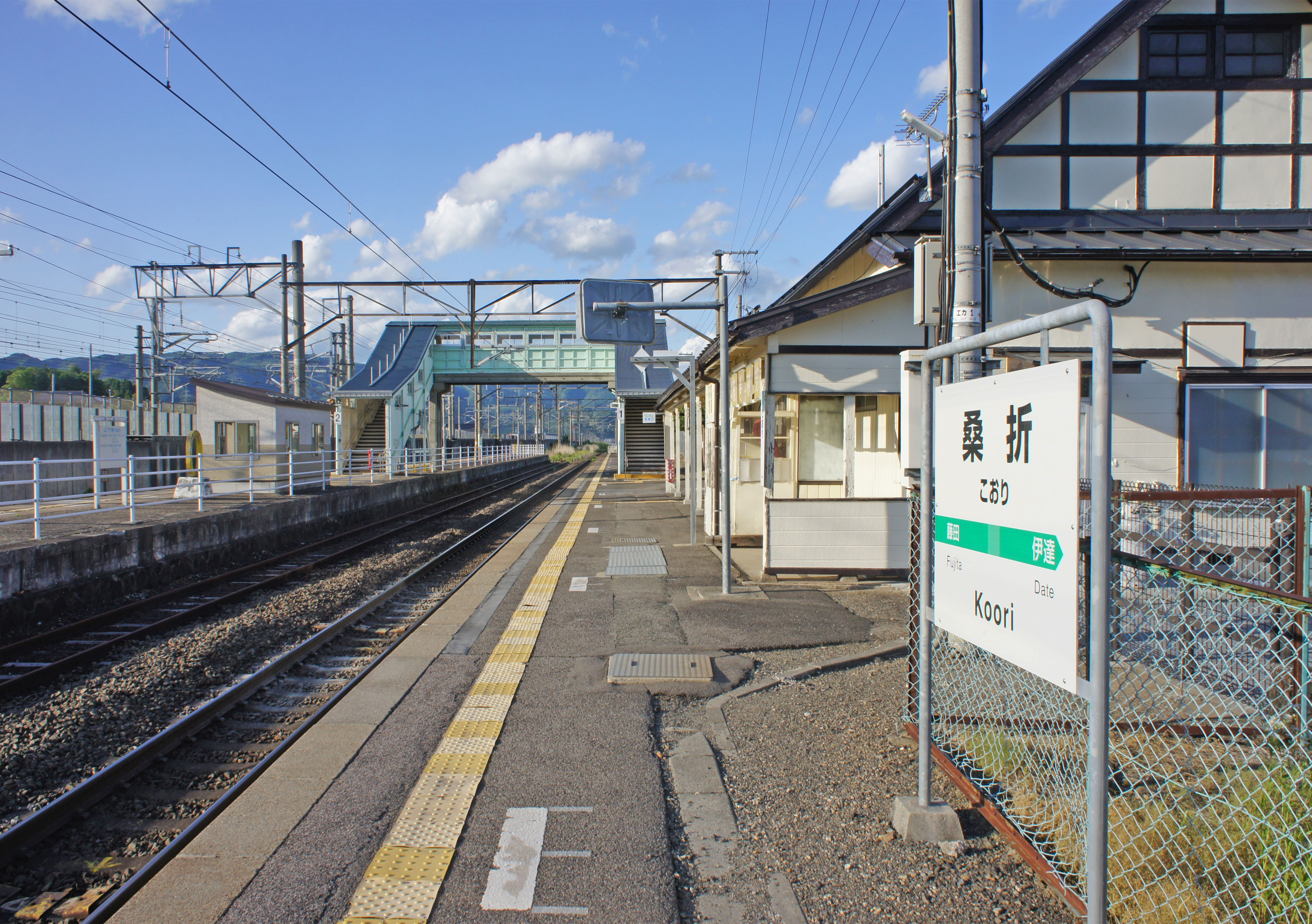
1號月台（2022年5月）

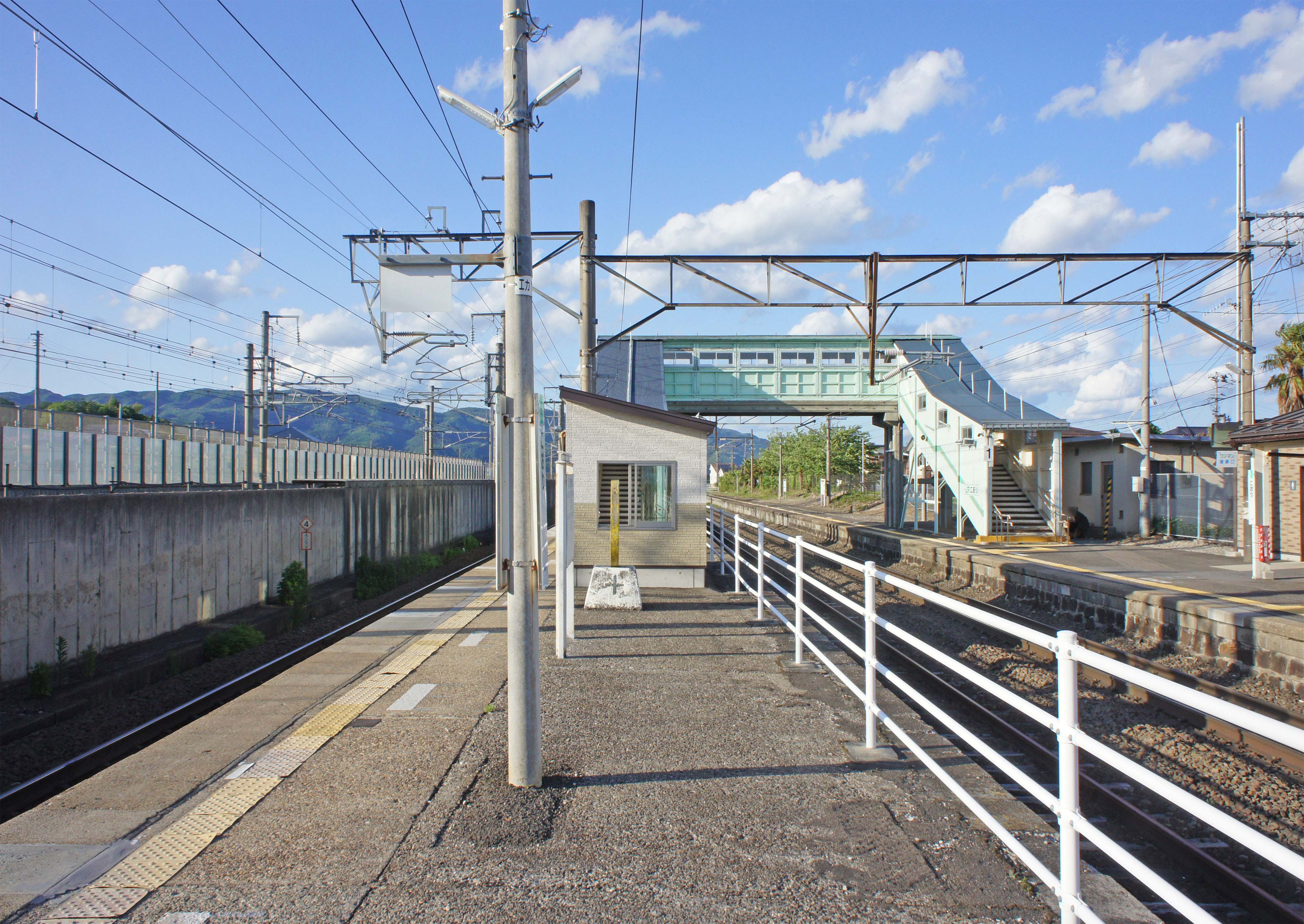
2號月台（2022年5月）

本站為側式月台1面1線與島式月台1面2線，合計2面3線的地面車站，但島式月台的片側（中線）長期以柵欄封鎖，因此事實上為2面2線。

### 月台配置
| 月台 | 路線      | 方向 | 目的地               |
| ---- | --------- | ---- | -------------------- |
| 1    | ■東北本線 | 上行 | 福島、郡山、黑磯方向 |
| 2    | ■東北本線 | 下行 | 白石、岩沼、仙台方向 |

## 相鄰車站
東日本旅客鐵道
■東北本線
□快速「仙台城市快速」、■普通
伊達－桑折－藤田

## 外部連結
- （日語）桑折車站（JR東日本） （页面存档备份，存于）